# Санта-Аделия
Санта-Аделия (порт. Santa Adélia) — муниципалитет в Бразилии, входит в штат Сан-Паулу. Составная часть мезорегиона Сан-Жозе-ду-Риу-Прету. Входит в экономико-статистический микрорегион Катандува. Население составляет 14 065 человек на 2006 год. Занимает площадь 331,015 км². Плотность населения — 42,5 чел./км².

## История
Город основан 22 марта 1916 года.

## Статистика
- Валовой внутренний продукт на 2003 составляет 168.541.507,00 реалов (данные: Бразильский институт географии и статистики).
- Валовой внутренний продукт на душу населения на 2003 составляет 12.228,22 реалов (данные: Бразильский институт географии и статистики).
- Индекс развития человеческого потенциала на 2000 составляет 0,776 (данные: Программа развития ООН).